# José Soriano de Sousa Filho
José Soriano de Sousa Filho (Recife, 8 de dezembro de 1863 - Rio de Janeiro, 6 de outubro de 1938) foi Ministro do Supremo Tribunal Federal de 25 de fevereiro de 1927 a 20 de julho de 1933.

## Biografia
Era filho de José Soriano de Souza e sobrinho dos juristas Brás Florentino de Souza e Tarquínio Bráulio de Souza Amaranto. Seu pai e seus tios foram importantes professores da Faculdade de Direito do Recife e atuaram fortemente na defesa do tomismo e dos princípios católicos na abordagem jurídica.
Assim como vários outros familiares, Soriano Filho concluiu seus estudos na Faculdade de Direito do Recife, em 1884. Nos anos seguintes, exerceu diversas funções: Professor da Faculdade de Direito do Recife, Promotor em Nazaré (PE) em 1887 e juiz-substituto em Santos (SP) a partir de agosto de 1887. Exerceu esta última função até fevereiro de 1888, quando foi nomeado juiz municipal e da Vara de Órfãos em Uberaba (MG). Em 1894, foi nomeado Juiz de direito da comarca de Jaú (SP), tendo sido transferido em 1896 para a 2ª Vara de Campinas (SP) até dezembro de 1914, quando se tornou ministro do Tribunal de Justiça de São Paulo, com assento na Câmara Cível. 
Em fevereiro de 1927, foi nomeado ministro do Supremo Tribunal Federal (STF) pelo Presidente Washington Luís (1926-1930). Em 1932, exerceu a vice-presidência do Tribunal Superior de Justiça em maio de 1932. Em seguida, foi aposentado em razão da idade-limite.